# 刀削起泡酒

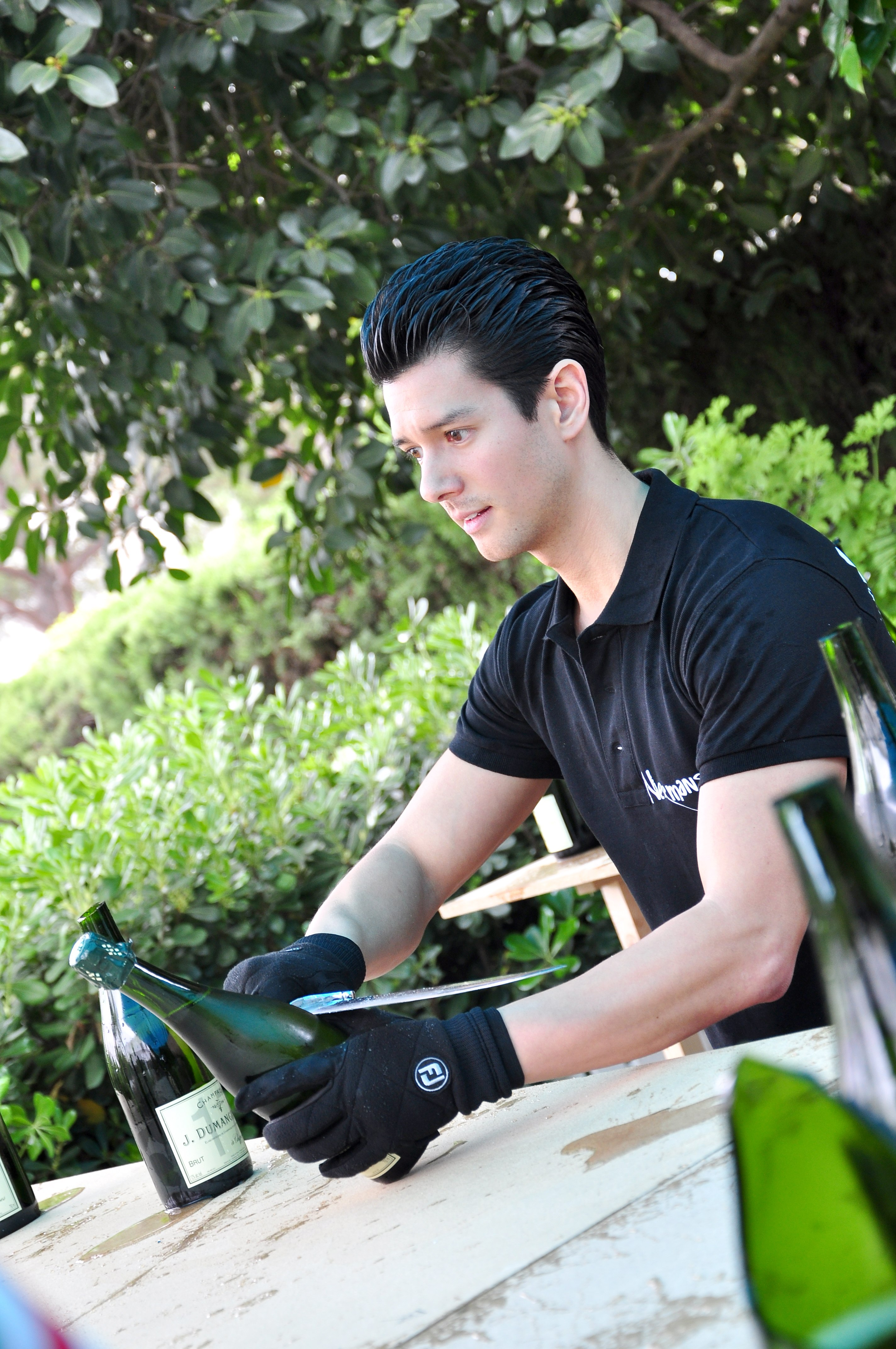

刀削起泡酒是开起泡酒的一种方法，需拿（香槟）刀背沿瓶颈滑动，削开起泡酒。 

## 历史背景
这项开瓶技术始于拿破仑战争时期，拿破仑的军队那时正逐渐取代奥匈帝国的贵族。军刀是当时轻骑部队的首选武器。每次打了胜仗，军队都会举办宴会庆祝，轻骑部队开瓶迅速，技术精湛。当时的军刀在这时又派上了新的用场。据传，拿破仑在一次庆功宴上说过这样的话： “打了胜仗，香槟是你们应得的奖赏；打了败仗，你们则需要借香槟消愁。” 

## 开瓶技巧
手握住瓶底，这样瓶口离身体最远。另一只手紧握香槟刀，将刀背沿着瓶颈推出去。刀背对脆弱的瓶颈的冲击与瓶内的压力一起，使得瓶口与瓶塞一起飞射出去。
开瓶技术并不复杂，但实践起来却没那么容易。开瓶失败通常是由操作不当造成，但有时瓶子自身的缺陷或是瓶内压力异常也会导致开瓶失败。通常情况下，瓶中不会残留玻璃碎片，因为瓶内来自二氧化碳的压力会把玻璃碎片都喷射到瓶外。